# Anân
Pour les articles homonymes, voir Anan et Anne (homonymie).

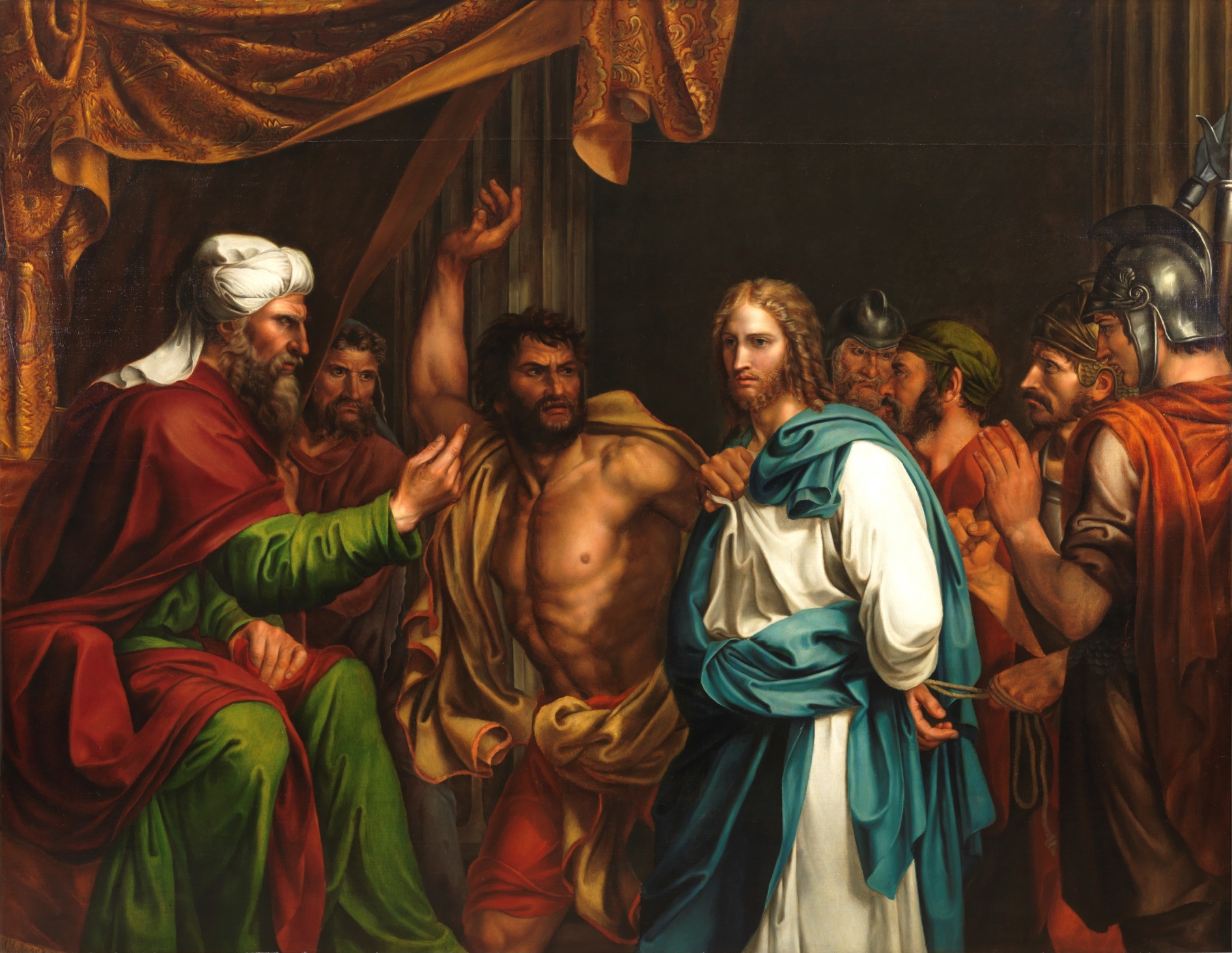
Jésus devant Anân. José de Madrazo y Agudo

Anân ben Seth (חנן, Hanan en hébreu, Anne ou Hanne en français, ou encore Annas ou Ananus) est un Grand-prêtre du Temple de Jérusalem au début du Ier siècle. Né vers 23/22 av. J.-C., il exerce cette charge vers l’an 6 jusqu’en 15 apr. J.-C. et meurt probablement vers l'année 40.
Anân est nommé par le gouverneur de Syrie Quirinius après la déposition d'Archélaüs, ethnarque de Judée, pour succéder à Yoazar ben Boethus, lui-même précédemment nommé par Archélaüs. Il est déposé par le préfet de Judée Valerius Gratus après l'accession de Tibère à la tête de l'Empire romain.
Il est à la tête d'une famille qui a donné six grands prêtres à l'époque hérodienne :
- Éléazar ben Hanan (16–17)
- Joseph Caïphe (18–36), marié avec la fille de Hanan (Anân)
- Jonathan ben Hanan (36–37 et 52-56)
- Théophile ben Hanan (en) (37–41)
- Matthias ben Hanan (43)
- Hanan ben Hanan (63)

En fait quelques familles influentes possèdent l'exclusivité de la fonction de grand prêtre.
Outre la famille d'Anân, il s'agit des familles de Boethus, Kathros, Phiabi et Kamith.
La famille d'Anân (Bet Hanin) est mentionnée dans le Talmud comme étant influente, mais agissant contre l'intérêt du peuple (T.B., Mishna Pessahim 4, page 57a).  Le reproche suivant est ainsi rapporté au nom d'Abba Saül

« (...) Malheur sur moi à cause de la maison de Hanin [Hanan] ! Malheur sur moi à cause de leurs conciliabules (...) Ils sont grands prêtres, leurs fils sont trésoriers, leurs gendres administrateurs et leurs esclaves frappent le peuple à coups de bâton. »

— Talmud de Babylone, Mishna Pessahim 4, page 57a
La famille d'Anân est mentionnée dans le Nouveau Testament. Avant d'être emmené devant le Sanhédrin pour y être jugé, Jésus est dans un premier temps présenté à Anân pour que celui-ci puisse l'interroger (uniquement dans l'Évangile selon Jean).
En 62, l'un de ses fils, le grand prêtre Hanan ben Hanan, fait lapider Jacques le Juste, le « frère de Jésus », avant l'arrivée du procurateur Albinus (62 – 64).